# Доньян
Донья́н (фр. Dognen) — коммуна во Франции, находится в регионе Аквитания. Департамент — Атлантические Пиренеи. Входит в состав кантона Кёр-де-Беарн. Округ коммуны — Олорон-Сент-Мари.
Код INSEE коммуны — 64201.

## География

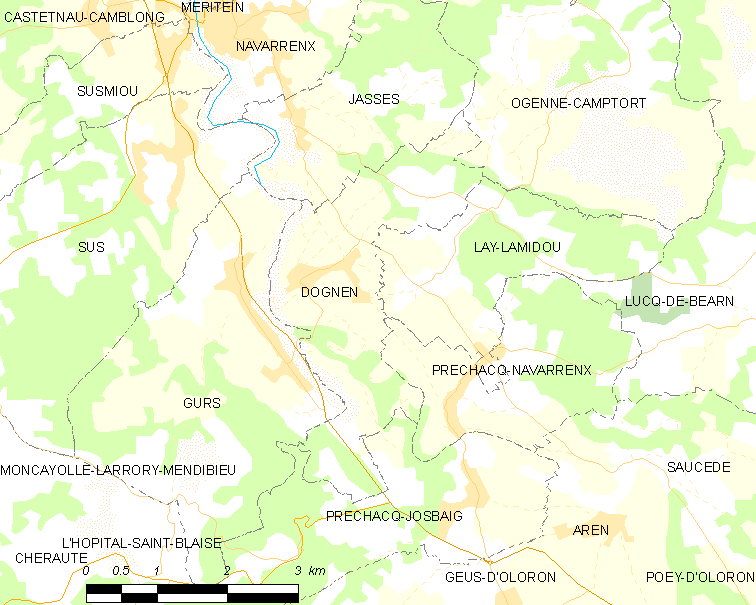
Карта коммуны

Коммуна расположена приблизительно в 670 км к югу от Парижа, в 175 км южнее Бордо, в 30 км к западу от По.
По территории коммуны протекает река Гав-д’Олорон.

### Климат
Климат тёплый океанический. Зима мягкая, средняя температура января — от +5°С до +13°С, температуры ниже −10 °C бывают редко. Снег выпадает около 15 дней в году с ноября по апрель. Максимальная температура летом порядка 20-30 °C, выше 35 °C бывает очень редко. Количество осадков высокое, порядка 1100 мм в год. Характерна безветренная погода, сильные ветры очень редки.

## Население
Население коммуны на 2010 год составляло 210 человек.
| 1962 | 1968 | 1975 | 1982 | 1990 | 1999 | 2010 |
| ---- | ---- | ---- | ---- | ---- | ---- | ---- |
| 269  | 247  | 230  | 208  | 209  | 194  | 210  |

## Администрация
| Период | Период | Фамилия     | Партия | Примечания |
| ------ | ------ | ----------- | ------ | ---------- |
| 1995   | 2020   | Гастон Фори |        |            |

## Экономика
В 2010 году среди 124 человек трудоспособного возраста (15-64 лет) 95 были экономически активными, 29 — неактивными (показатель активности — 76,6 %, в 1999 году было 72,8 %). Из 95 активных жителей работали 90 человек (48 мужчин и 42 женщины), безработных было 5 (2 мужчин и 3 женщины). Среди 29 неактивных 6 человек были учениками или студентами, 14 — пенсионерами, 9 были неактивными по другим причинам.

## Достопримечательности
- Церковь Св. Иоанна Крестителя (XIX век)[4]
- Протоисторический курган Гюр. Исторический памятник с 1961 года[5]